# 杨以增
杨以增（1787年—1856年），字益之，号至堂，别号东樵，山东聊城人。清朝政治人物、藏书家。

## 生平
杨以增十七岁入县学。嘉慶二十四年（1819年）己卯科舉人。道光二年（1822年）进士，授貴州荔波縣知縣。歷貴筑縣知縣，升松桃廳同知，署興義府知府。道光十二年（1832年）任貴陽府知府。道光十四年（1834年）升廣西左江道。調湖北安襄鄖荊道。道光二十一年（1841年）調河南開歸陳許鄭道。道光二十三年（1843年）升兩淮鹽運使，調甘肅按察使，次年署布政使。道光二十六年（1846年）任陝西布政使，護理陝西巡撫，次年實授，隨即署陝甘總督。道光二十八年（1848年）任江南河道总督。咸豐年間，時值多事之秋，咸丰四年（1854年）起，又兼理淮北盐务，两淮盐课岁输以巨万计，因粤匪盤据长江，引滞不销。可謂连年辛劳，耗散心血。咸丰五年（1855年）入秋，罹患泄泻，咸丰六年（1856年）卒於江苏清江浦任所，谥端勤。

## 家族
父亲杨兆煜，字炳南，曾任即墨县教谕。

## 藏書
生平好收書，他在任湖北襄郧道员时开始收购书籍；任陕甘总督时以购精刻本、善本为主。道光二十年，得梅曾亮、包世臣之助，筹建藏书楼，太平軍起时，江南旧家藏书多不能守，大量散失，流入市场。楊氏在江苏清江浦购得苏州黄丕烈藏书。一生收書數十萬卷，其藏书处分别被命名为海源阁、宋存书室、四经四史之斋。杨以增之子杨绍和亦致力藏书事业，“搜罗典籍，不遗余力，孤本珍籍、精校名抄，乃悉集于聊城。”

## 著作
曾輯印《海源閣叢書》。楊紹和輯其生前書信《海源閣珍存尺牘》二十冊，珍藏於海源閣，散失頗多，今存兩冊。